# Francesco Rier
Francesco Rier (Rovereto, Provincia de Trento, Italia, 2 de diciembre de 1908 - Rovereto, Provincia de Trento, Italia, 5 de mayo de 1991) fue un futbolista italiano. Se desempeñaba en la posición de centrocampista.

## Clubes
| Club           | País    | Año         |
| -------------- | ------- | ----------- |
| U. S. Rovereto | Italia  | 1926 - 1927 |
| Modena F. C.   | Italia  | 1927 - 1928 |
| S. S. Lazio    | Italia  | 1928 - 1930 |
| Juventus F. C. | Italia  | 1930 - 1931 |
| Servette F. C. | Suiza   | 1931 - 1932 |
| O. G. C. Niza  | Francia | 1932 - 1934 |
| Brescia Calcio | Italia  | 1934 - 1936 |
| U. S. Palermo  | Italia  | 1936 - 1939 |
| U. S. Rovereto | Italia  | 1939 - 1940 |

## Palmarés

### Campeonatos nacionales
| Título  | Club           | País   | Año     |
| ------- | -------------- | ------ | ------- |
| Serie A | Juventus F. C. | Italia | 1930-31 |